# Cazón en adobo
Le cazón en adobo, abienmesabe, ou adobo est un plat typique de la province de Cadix et des villes voisines, à base de roussette marinée et panée.

## Préparation
La préparation consiste en un majao, mélange écrasé d'ail, de paprika, de cumin, d'origan et éventuellement d'autres épices ou herbes aromatiques, auquel on ajoute du vinaigre blanc, qui peut être du vinaigre de xérès. Les tranches de roussette sont généralement laissées dans ce mélange pendant 4 à 8 heures et, une fois ce temps écoulé, les tranches sont enfarinées ou enrobées de pâte à frire, frites dans de l'huile d'olive puis servies.